# Ypsolopha cristata
Ypsolopha cristata là một loài bướm đêm thuộc họ Ypsolophidae. Nó được tìm thấy ở Nhật Bản, Hàn Quốc, đông bắc Trung Quốc và Nga.
Sải cánh dài 22–23 mm.